# Лебедев, Павел Валентинович
Павел Валентинович Лебедев (укр. Павло Валентинович Лебедєв; род. 12 июля 1962, посёлок Новомихайловский, Краснодарский край, РСФСР, СССР) — украинский и российский финансист и бизнесмен. Член Правления Российского Союза Промышленников и Предпринимателей (РСПП). Глава координационного совета крымских отделений РСПП. Экс-министр обороны Украины (24 декабря 2012 — 27 февраля 2014). Народный депутат Украины трёх созывов.

## Биография
Родился 12 июля 1962 года в посёлке Новомихайловский, Туапсинского района, Краснодарского края.
С 1979 по 1980 год слесарь автобазы пионерского лагеря «Орлёнок».
В 1984 году окончил Ярославское высшее военное финансовое училище по специальности финансист-экономист.
С 1984 по 1993 год проходил военную службу в черновицком гарнизоне на должностях начальника финансовой службы батальона, полка; заместителя начальника финансовой службы дивизии — инспектор-ревизор.
С 1993 по 1999 год был учредителем коммерческой компании ООО «Легтех», в дальнейшем став председателем правления ОАО «Кожгалантерейной фабрики Престиж-Интер» (Черновцы).
С 1994 по 2000 год депутат Черновицкого горсовета, председатель бюджетной комиссии и комиссии по приватизации.
С 1999 по 2002 год финансовый директор химического государственного акционерного общества ГАО «Титан» расположенной в городе Армянске. После приватизации предприятие было преобразовано в частное акционерное общество ЧАО «Крымский Титан»
С 2002 по 2005 год председатель наблюдательного совета ОАО Кременчугский сталелитейный завод.
С 2005 по 2006 год президент группы транспортного машиностроения «Inter Car Group», объединяющей 18 промышленных предприятий (Киеве). В состав группы также входили крымские группы «Парангон» (строительство) и Gala Motors (торговля иномарками), торговые центры в Черновцах, стоматология в Киеве, агрофирма «Азалия» в Симферополе, пятизвездочный отельный комплекс «Аквамарин», аквапарк «Зурбаган», предприятия общественного питания в Севастополе.
С 2006 по 2013 год — народный депутат Украины трёх созывов (V—VI—VII). Первоначально был избран депутатом от Блока Юлии Тимошенко, с октября 2007 член партии Партии Регионов.
24 декабря 2012 года Указом № 740/2012 Президента Украины Виктора Януковича назначен Министром обороны Украины. При этом,
полномочия народного депутата Украины были прекращены только 22 марта 2013 года.
27 февраля 2014 года, после обострения противостояния и победы оппозиционных сил Евромайдана, по решению Верховной рады Украины отправлен в отставку. Сам Лебедев ещё до своей отставки 21 февраля покинул Киев, уехав в Севастополь. 14 марта 2016 года объявлен в розыск Генеральной прокуратурой Украины.
14 октября 2015 года Павел Лебедев вошел в состав коллегиального руководящего органа Российского Союза Промышленников и Предпринимателей (РСПП).
16 октября 2015 года избран главой координационного совета крымских отделений РСПП. Заместитель Председателя Севастопольского регионального отделения РСПП.

## Политическая карьера
С 2006 по 2013 год — народный депутат Украины трёх созывов (V—VI—VII).
24 декабря 2012 года Указом № 740/2012 Президента Украины Виктора Януковича назначен Министром обороны Украины.
На должности Министра обороны инициировал полный переход на контрактный принцип формирования армии. К августу 2013 года укомплектованность украинской армии контрактными военнослужащими составила 58%.
28 января 2014 года Указом № 52/2014 Президента Украины Виктора Януковича был отправлен в отставку Премьер-министр Украины Николай Азаров и весь состав Правительства Украины. Все министры, в том числе и Павел Лебедев продолжили исполнять свои обязанности до назначения нового состава Правительства.
27 февраля 2014 года, после обострения противостояния и победы оппозиционных сил Евромайдана, по решению Верховной рады Украины отправлен в отставку.
14 марта 2016 года объявлен в розыск Генеральной прокуратурой Украины.
25 мая 2020 года Печерский районный суд Киева заочно взял под стражу Лебедева по делу о расстрелах на Майдане 18-20 февраля 2014 года.

## Прочие факты
На посту Министра обороны Украины, в период политического кризиса на Украине и протестных акций на Евромайдане, после обращений ряда политиков с призывом ввести армию для защиты конституционного порядка, Лебедев отказался вводить войска, 26 января заявив, что украинская армия не будет вмешиваться в противостояние между действующей властью и оппозицией.
После обострения противостояний, Лебедев своим приказом 19 февраля в рамках антитеррористической операции СБУ направил в Киев 25-ю отдельную Днепропетровскую воздушно-десантную бригаду для усиления охраны военных арсеналов и недопущения хищения оружия и боеприпасов.
21 февраля состоялся телефонный разговор между Министром обороны Украины и США Павлом Лебедевым и Чаком Хэйгелом, который предостерёг Лебедева от возможного расширения участия украинских войск в конфликте.
Является Президентом Региональной общественной организации содействия социально-экономическому развитию Севастополя «Мы-cевастопольцы». Организация занимается реализацией системных социальных программ, направленных на поддержку ветеранов и пенсионеров, одаренной молодежи, людей, попавших в сложную жизненную ситуацию.

## Награды
- Медаль «За отличие в воинской службе» I степени (СССР)[21]
- Заслуженный экономист Украины[22]
- Лауреат государственной премии Республики Крым.

## Семья
- Жена: Людмила Петровна (1965 г.р.).
- Дети: Алёна (1983 г.р.), Юлия (1993 г.р.), Александра (1994 г.р.), Валерия (1997 г.р.), Анастасия (2002 г.р.).